# 杰里·戈德史密斯
杰里·戈德史密斯（Jerry Goldsmith，1929年2月10日—2004年7月21日）是一位著名的美国电影配乐作曲家，来自美国加州的洛杉矶市。
戈德史密斯曾获18次奥斯卡奖提名并憑《凶兆》赢得一次，还赢得了5次艾美奖。他为《唐人街》谱写的配乐，被《AFI百年百大电影配乐》列为第九。系列科幻片《星际旅行》他写了5集的配乐。《花木兰》（1998）是他与Matthew Wilder和David Zippel合作配乐。1999年的賣座的冒險電影《神鬼傳奇》亦是出自其手。其他配乐作品有《第一滴血》、《异形》以及《巴顿将军》。